# 栓栅蛛
栓栅蛛（学名：Hahnia corticicola）为栅蛛科栅蛛属的动物。分布于日本、朝鲜、台湾岛以及中国大陆的湖南、浙江、北京、吉林、湖北、山东、河南、青海、安徽、四川等地，一般生活于杂草丛、草地凹陷处以及土块间。该物种的模式产地在日本。